# 中町 (会津若松市)
中町（なかまち）は、福島県会津若松市の町。郵便番号は965-0878。

## 概要
会津若松市市街地のほぼ中部に位置しており、神明通り南部の西側を町域とする。また、前述のように町内西部を神明通りが通っており、神明通りはアーケードなどを備えた商店街となっている。神明通り東側は栄町で、神明通り北部は大町（西側）、中央（東側）である。
町名は、住民の要望からとされる。

## 地理
会津盆地南東部に位置する会津地方の中心都市、会津若松市の北西部に位置する。周囲の地域とともに阿賀川の支流、湯川、溷川やその支流（不動川など）により形成された扇状地に発達した会津若松市の中心市街地の一部を形成する。東は栄町、西は日新町、南は西栄町、東栄町、北は大町（大町一丁目）、七日町に接する。

## 歴史

### 近世
江戸時代、会津藩により周辺の地域が治められていた時代、現在の中町周辺に中町という地名はなく、老町（おとなまち）など若松城（鶴ヶ城）城下の一部だった。老町は城下内の下町に属しており、商人や職人などが主に住んでいたとされる。

### 近代
明治に入ると、江戸時代からの若松城下の町は再編されたが、老町は存続した（ただし、1889年（明治22年）までは若松老町）。しかしこの際、あとに中町の一部となる栄町などが再編により誕生している。
1889年（明治22年）に町村制の施行により周辺の町は若松町の町となり、それぞれ若松を冠しない老町などの町名となった。そして、1899年（明治32年）には若松町の市制施行により若松市の町名となる。。

### 現代
1944年（昭和19年）の神明通り開通などを経て、1955年（昭和30年）には当時の若松市と高野村、一箕村、神指村、門田村、東山村、大戸村、湊村が合併し、会津若松市となる。これより、以後老町など周辺の町は同市の町となる。その後、1960年代に入ると現在の中町周辺などを含め、会津若松市の住居表示が実施される。これにより、現在の中町のなど多数の町が誕生した。よって、従来からの町名、町域は変更され、一部の町名は消滅した。中町は、1965年（昭和40年）に旧来の老町に加えて、大町竪町、栄町、北小路町、桂林寺町のそれぞれ一部が合併して誕生した。
中町成立後、町域西部を通る神明通りを中心に商業が発達するが、近年は商店街の空洞化などが進んでいる。このため、中心市街地活性化を図る動きが見られ、神明通りなどにおいては、テナントミックス事業、ベンチ等の設置、イルミネーションの実施などが行われている。

## 町名の変遷
| 実施後 | 実施年月日               | 実施前           |
| ------ | ------------------------ | ---------------- |
| 中町   | 1965年（昭和40年）2月1日 | 老町             |
| 中町   | 1965年（昭和40年）2月1日 | 大町竪町（一部） |
| 中町   | 1965年（昭和40年）2月1日 | 栄町（一部）     |
| 中町   | 1965年（昭和40年）2月1日 | 北小路町（一部） |
| 中町   | 1965年（昭和40年）2月1日 | 桂林寺町（一部） |

## 世帯数と人口
2017年（平成29年）8月1日現在の世帯数と人口は以下の通りである。
| 町丁 | 世帯数  | 人口  |
| ---- | ------- | ----- |
| 中町 | 171世帯 | 293人 |

## 交通

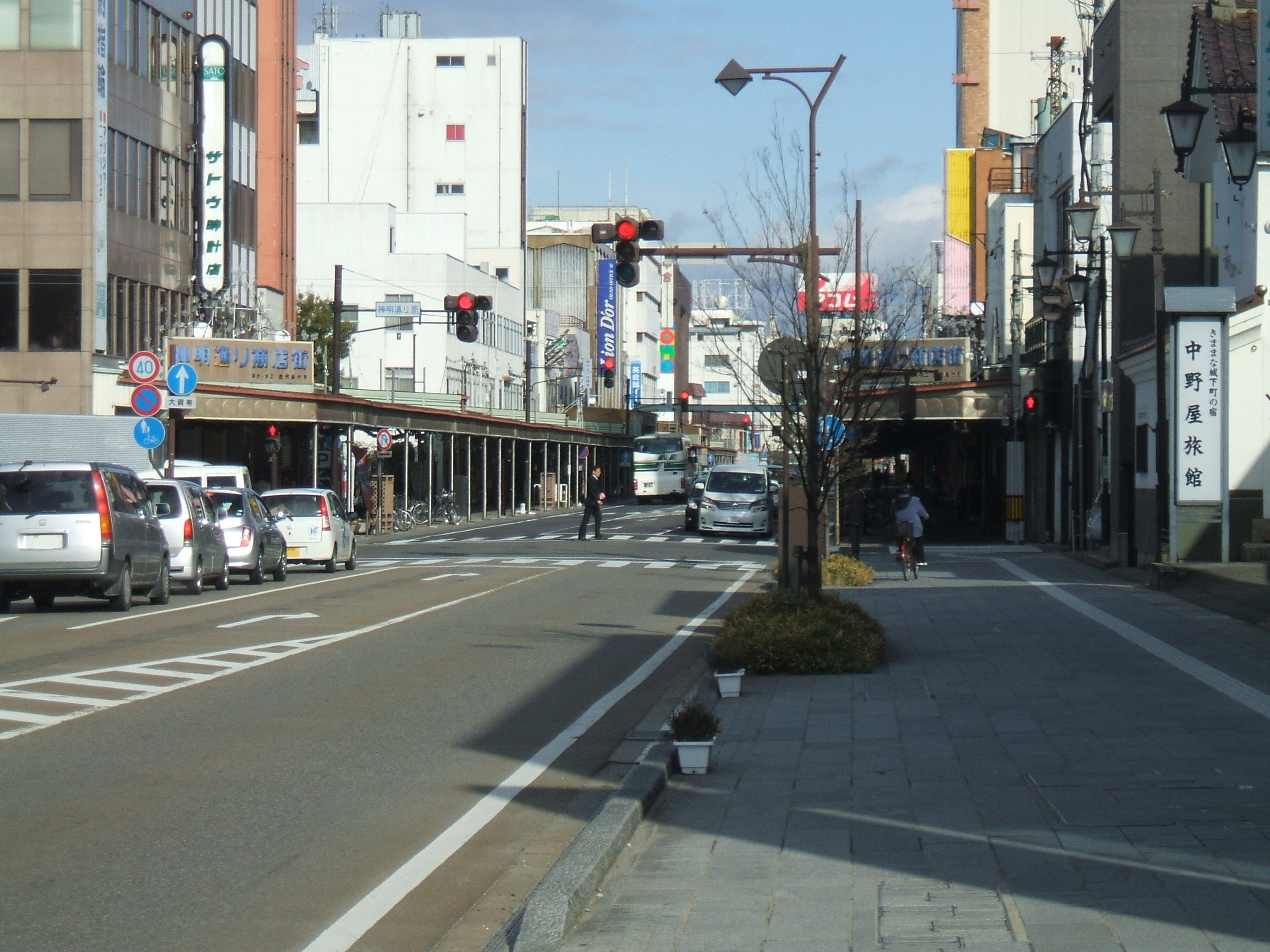
中町東部を通る神明通りの様子

### バス
神明通りに加えて、町域西側を通る福島県道59号会津若松三島線で会津乗合自動車によるバスが運行されている。また、観光向けのバスとして、「ハイカラさん」、「あかべぇ」も町域内を通る野口英世青春通りなどを経由して運行されている。

#### 系統
- 市内1コース
- 市内2コース
- 市内3コース
- 市内4コース
- 市内5コース
- 市内6コース
- 鶴ヶ城・飯盛山線
- 芦の牧線
- 原長谷川線
- ハイカラさん
- あかべぇ

- 塩川・喜多方線
- 熊倉・喜多方線
- 笈川線
- 永井野線
- 年貢町経由永井野線
- 新鶴線
- 本郷線
- リズム線

### 道路
- 国道118号
- 国道121号
- 国道401号
  - 国道121号、国道401号は国道118号との重複指定
- 福島県道59号会津若松三島線

#### 通り
- 神明通り
- 野口英世青春通り

## 施設
- 若松栄町郵便局
- 中町フジグランドホテル
- ホテルニューパレス

## 神社、寺院、史跡、観光地など
- 神明神社
- 會津壹番館・野口英世青春館